# Whitney Post
Whitney Post (25 de junio de 1973) es una deportista estadounidense que compitió en remo. Ganó dos medallas en el Campeonato Mundial de Remo, en los años 1995 y 1996.

## Palmarés internacional
| Campeonato Mundial | Campeonato Mundial       | Campeonato Mundial | Campeonato Mundial        |
| Año                | Lugar                    | Medalla            | Prueba                    |
| ------------------ | ------------------------ | ------------------ | ------------------------- |
| 1995               | Tampere (Finlandia)      | Medalla de oro     | Cuatro sin timonel ligero |
| 1996               | Motherwell (Reino Unido) | Medalla de bronce  | Cuatro sin timonel ligero |